# 蒲生高郷
蒲生 高郷（がもう たかさと）は、戦国時代の武将。六角氏の家臣。

## 生涯

### 六角家臣に
南近江の国人・蒲生氏14代当主蒲生貞秀の次男として誕生。
父の貞秀の意向を受けて父や兄の秀行と離れて六角高頼に出仕した。六角氏とは一定の距離を持った蒲生宗家とは違い、完全に六角氏の麾下に入り高頼から「高」の一字を偏諱を受けて高郷を名乗った。
永正10年（1513年）、蒲生氏を継いでいた兄の秀行が死亡すると高郷は家督の相続を望んだが、貞秀の意向で秀行の長男の秀紀が後継者に指名された。

### 蒲生宗家との対立
高郷は宗家の秀紀に自分の娘を嫁がせるなどして表向きはしばらく友好を保っていたが、大永2年（1522年）7月に六角定頼の支援を受けて挙兵。秀紀の籠る音羽城を包囲・攻撃した。
音羽城の固い守りに高郷軍も攻めあぐね長期の籠城戦となるが、六角氏の支援を受ける高郷に対して秀紀側には後詰めは無く、次第に高郷側が秀紀を追い込んでいき、およそ8カ月におよぶ戦いの末に大永3年3月8日（1523年4月23日）、秀紀はついに降伏・開城した。
この戦いは六角定頼の仲裁で和議が成ったが、定頼の後援を得る高郷側には非常に有利な条件が与えられ、蒲生氏の家督は秀紀から高郷の子の定秀に移譲され、対する秀紀は城を退去させられ音羽城は廃城処分となった。

### 晩年
大永5年（1525年）12月には鎌掛城に拠点を移していた秀紀を暗殺。秀紀に子は無く、また秀紀の妹も僧籍に入った為に蒲生宗家の血は断絶し、以後は高郷の一族が蒲生宗家の所領を取り込んで蒲生氏の宗家流に成り代わった。
高郷は子・定秀には六角一門の馬淵氏からの嫁を娶らせ、六角氏との更なる関係強化を図り家中での地盤を固めると共に、妻の実家である青木氏に梵純を養子として送り込むなど婚姻関係を生かした外交で影響力を増した。晩年は出家して摂取院に隠棲し余生を送る。
享禄3年（1530年）、死去。